# Jean Ier d'Avesnes
Pour les articles homonymes, voir Jean d'Avesnes et Jean Ier.
Jean Ier d'Avesnes, né à Houffalize, au Luxembourg le 1er mai 1218, mort à Valenciennes le 24 décembre 1257, fut comte héritier du Hainaut. Il était fils de Bouchard d'Avesnes et de Marguerite de Constantinople, comtesse de Flandre et de Hainaut.

## Biographie
Le mariage de ses parents avait été dissous par le pape, sa naissance était entachée de bâtardise. Le pape Grégoire IX déclare en 1236 et 1239 les Avesnes, enfants de Bouchard et de Marguerite, illégitimes et donc incapables de succéder. De plus, sa mère s'était remariée avec Guillaume II de Dampierre et avait également eu des fils de ce mariage. De fait, une querelle opposaient les demi-frères. Jean Ier d'Avesnes et Baudoin d'Avesnes, son frère consanguin, entreprirent de faire admettre leur légitimé, qui fut reconnue par l'empereur Frédéric II en mars 1243, par le roi Saint Louis en 1246 et par le pape Innocent IV en 1250.
La comtesse Jeanne de Flandre et de Hainaut, sœur aînée de Marguerite, mourut le 5 décembre 1244. Marguerite devint alors à la fois comtesse de Flandre et comtesse de Hainaut. Marguerite désigna comme héritier Guillaume III de Dampierre, né de son second mariage. Les années qui suivirent furent ensanglantées par plusieurs conflits, entre les descendants de Marguerite. Finalement, l'arbitrage de Saint-Louis accorda en 1246 le comté de Hainaut aux Avesnes, et le comté de Flandre aux Dampierre, le partage devant s'appliquer à la mort de Marguerite. Mais d'autres conflits éclatèrent encore. Jean Ier avait épousé en 1246 Alix ou Adélaïde de Hollande, sœur de Guillaume II, comte de Hollande, élu roi des Romains en 1247. Du fait de ces puissants alliés, les Avesnes reprirent les armes. Ils conquirent Rupelmonde, ravagèrent le pays de Waes et les régions voisines. Guillaume II était l'allié du pape Innocent IV en conflit avec l'empereur Frédéric II. Grâce à Guillaume, les Avesnes obtinrent du pape leur légitimation, ce qui favorisa la signature d'un accord avec les Dampierre et la possibilité d'une période de paix.
À partir de 1250, en se qualifiant d'héritier du Hainaut, Jean Ier séjourna dans ce comté et passa de nombreux actes relatifs au gouvernement du comté.
Guillaume de Dampierre fut tué le 6 juin 1251 au tournoi de Trazegnies, les Dampierre accusèrent les Avesnes d'avoir commandité le crime et la guerre reprit entre les demi-frères. Marguerite et Gui de Dampierre furent battus le 4 juillet 1253 à West-Capelle. Gui avait été fait prisonnier, et Marguerite voulut vendre en 1254 le Hainaut à Charles d'Anjou qui organisa une expédition en Hainaut. Charles d'Anjou prit Valenciennes, et fit le siège de Mons. Jean Ier  dut faire face sans recevoir beaucoup d'aide de son beau-frère, remporta quelques succès, essaya de reprednre Valenciennes, essaya d'obtenir l'aide du roi d'Angleterre. Guillaume de Hollande fut tué en 1256, mais Gui de Dampierre était toujours prisonnier et Charles d'Anjou piétinait en Hainaut. Saint-Louis, revenu de croisade imposa la paix, par le « Dit de Péronne » du 24 septembre 1256. Charles d'Anjou dut renoncer mais il reçut un dédommagement en argent de Marguerite, Jean Ier garde le Hainaut amputé de quelques territoires pour avoir pris les armes en 1246, après l'arbitrage rendu par le roi.
Le 22 novembre 1257, les Dampierre renoncèrent définitivement au Hainaut, et gardèrent la Flandre, Marguerite finit par se réconcilier avec ses enfants, mais l'entente ne fut jamais bonne entre les Avesnes et les Dampierre.
Jean mourut peu après, à la veille de Noël 1257, à l'âge de 39 ans. Il fut d'abord enterré à Leuze, puis après la mort de sa mère en 1280, son corps fut transporté à Valenciennes, où il fut enseveli dans le chœur de l'église conventuelle des dominicains. Trois de ses enfants furent évêques.

## Mariage et enfants
Il avait épousé le 9 octobre 1246 Adélaïde de Hollande (1222 † 1284), fille de Florent IV, comte de Hollande, et de Mathilde de Brabant. Ils eurent :
- Jean Ier de Hainaut, né Jean II d'Avesnes, (1248 † 1304), comte de Hainaut, de Hollande et de Zélande ;
- Baudouin, vivant en 1299 ;
- Bouchard (1251 † 1296), évêque de Metz ;
- Gui (1253 † 1317), évêque d'Utrecht ;
- Guillaume (1254 † 1296), évêque de Cambrai ;
- Florent (1255 † 1297), gouverneur de Zélande et prince d'Achaïe et de Morée, célébré par Jacques Bretel dans le Tournoi de Chauvency ;
- Jeanne († 1304), abbesse de Flines ;
- Marguerite, mariée à Baudoin de Péronne, bailli du Hainaut en 1262-1265.

## Héraldique
Conformément à ses prétentions, Jean d'Avesnes porta les armes des comtes de Flandre, bien que ses demi-frères de Dampierre firent de même.
| Blason | Blasonnement : . |

Jean d'Avesnes dut porter un lion morné (sans griffe ni langue), à la suite d'une dispute avec sa mère Marguerite de Constantinople, sur ordre de Saint Louis.